# Miroslav Ročovský
Miroslav Ročovský (18. listopadu 1918 Skořenice – 25. dubna 1942 Lamanšský průliv) byl český pilot Royal Air Force a oběť druhé světové války.

## Život

### Před druhou světovou válkou
Miroslav Ročovský se narodil 18. listopadu 1918 ve Skořenicích na Choceňsku. Jeho otec byl šafářem ve dvoře Vrchovina. V Chocni vystudoval obchodní školu, poté se rozhodl pro působení v armádním letectvu. Absolvoval letecké učiliště v Prostějově a následně sloužil u leteckého pluku v Praze.

### Druhá světová válka
Po německé okupaci opustil Miroslav Ročovský v červenci 1939 ilegálně Protektorát Čechy a Morava a přes Polsko odešel do Francie, kde byl prezentován 2. října 1939 a v jejímž letectvu následně sloužil. Po pádu Francie v červnu 1940 se evakuoval do Spojeného království, kde vstoupil do Royal Air Force a byl zařazen do 501. perutě. Dne 25. dubna 1942 odstartoval společně s dalšími k operaci Rodeo, jejímž úkolem bylo vyprovokování německých stíhaček k boji, aby nebyly nepříteli k dispozici během následného náletu z důvodu tankování. Nad kanálem La Manche došlo ke střetu s početnější skupinou nepřátelských letounů Messerschmitt Bf 109F. Během boje bylo pět strojů ztraceno, mezi nimi i letadlo Supermarine Spitfire Mk.Vb W3840 Miroslava Ročovského. Byl ještě spatřen jak poškozený stroj opouští, padák již ale nikdo nezahlédl a nebylo nalezeno ani jeho tělo. Dosáhl hodnosti svobodníka.

## Ocenění in memoriam
- Československý válečný kříž 1939
- Miroslav Ročovský byl in memoriam povýšen do hodnosti rotmistra a poté plukovníka